# Agricol-Joseph Fortia d’Urban
Agricol-Joseph-François-Xavier-Pierre-Esprit-Simon-Paul-Antoine, Marquis de Fortia d’Urban (* 18. Februar 1756 in Avignon; † 3. August 1843 in Paris) war ein französischer Philologe und Historiker.

## Leben
Agricol-Joseph Fortia d’Urbans Familie stammt von Marc Fortia ab (* 1449 in Montpellier), dessen Sohn Jean (1477–1553) sich 1507 in Avignon niederließ. Marc (II.) Fortia, der Sohn Jeans, wurde Viguier d’Avignon, übersiedelte nach Carpentras und erhielt das Amt des Präsidenten der Apostolischen Kammer.
Agricol-Joseph Fortia d’Urban stammt auch von der Familie Vissec de Latude ab, da sein Urgroßvater Paul de Fortia (1655–1734), Seigneur d’Urban, Marie-Esprite Vissec de la Tude de Gange geheiratet hatte, eine Tochter der Marquise de Ganges und von Charles de Vissec de la Tude, Marquis de Gange.
Er selbst war Oberst der Milizen des Papstes im Comtat Venaissin, als die Wiedervereinigung Avignons mit Frankreich (1791) ihn zum Privatier machte. Er widmete sich ganz der Forschung und bildete sich mit Erfolg in Mathematik, Geschichte und Geographie weiter. Er veröffentlichte 1808 eine Histoire de la maison de Fortia, originaire de Catalogne... où l’on trouvera quelques détails historiques sur le royaume d’Aragon et les anciens comtes de Provence. Er wurde Mitglied der Académie royale de Belgique (1828), der Société des antiquaires de France, der Académie des inscriptions et belles-lettres (1830), sowie 1834 erster Ehrenpräsident der Société de l’histoire de France.
De Fortia d’Urban war an der Urbanisierung von La Nouvelle Athènes (heute das Quartier Saint-Georges im 9. Pariser Arrondissement) beteiligt, man findet seinen Namen auf einem handschriftlichen Katasterplan (1830–1850). Ein Teil seines Grundbesitzes wurde später die Rue d’Aumale.
Er heiratete durch Ehevertrag vom 11. Januar 1789 Julie-Gabrielle-Marie-Jacqueline d’Achard de Sainte-Colombe, die am 16. Februar 1842 starb und auf dem Cimetière de Montmartre (12. Divisio, Avenue Travot) bestattet ist.

## Schriften (Auswahl)
Im Katalog der Bibliothèque nationale de France ist er mit 158 Werken verzeichnet, davon 103 als Autor, 22 als Herausgeber und 5 als Übersetzer.
- Mémoires pour servir à l histoire ancienne du globe, 10 Bände, 1805–1809, Paris:
  1. Histoire ancienne des Saliens, nation ligurienne ou celtique, et des Saliens, prêtres de Mars, précédée par l’histoire des Liguriens, et des Mémoires sur l’origine de l’Académie celtique, 1805
  2. Considérations sur l’origine et l’histoire ancienne du globe, ou Introduction à l’histoire ancienne de l’Europe, 1807
  3. Mémoire et plan de travail sur l’histoire des Celtes ou Gaulois, c’est-à-dire sur l’histoire de France avant Clovis, suivi d’additions et de tables pour les deux volumes qui ont déjà paru, 1807
  4. Histoire de la Chine avant le déluge d’Ogigès. Première partie, faisant suite aux trois premiers volumes de l’Introduction à l’histoire ancienne de l’Europe, 1807
  5. Histoire de la Chine avant le déluge d’Ogigès. Seconde partie, ou cinquième volume de l’Introduction à l’histoire ancienne de l’Europe, 1807
  6. Essai sur l’origine des anciens peuples, suivi d’une théorie élémentaire des comètes, appliquée à la comète de 1807, 1808
  7. Bérose et Annius de Viterbe, ou les Antiquités caldéennes, 1808
  8. Essai sur quelques-uns des plus anciens monumens de la géographie, terminé par les preuves de l’identité des déluges d’Yao, de Noé, d’Ogigès et de l’Atlantide ; et l’explication phisique de ce déluge, 1809
  9. Histoire et théorie du déluge d’Ogigès ou de Noé, et de la submersion de l’Atlantide, 1809
  10. Nouveau sistème préadamite, ou Conciliation de la Genèse avec l’antiquité de l’histoire, précédé de nouvelles observations sur l’antiquité de la Chine, 1809
- Antiquité et monumens du département de Vaucluse, Paris 1808
- Mémoires pour servir à l’histoire des propriétés territoriales dans le département de Vaucluse, et principalement dans la ville et le territoire d’Avignon. Suivis de l’examen de quatre questions sur les rentes foncières, Paris 1808 (Supplement zu den Antiquités et monumens)
- Histoire de la marquise de Ganges, Paris, 1810
- Histoire d’Aristarque de samos, suivie de la tradution de son ouvrage sur les distances du soleil et de al lune…, Paris, 1810
- Tableau historique et géographique du monde, depuis son origine jusqu’au siècle d’Alexandre, c’est-à-dire, jusqu’au quatrième siècle avant l’ère chrétienne inclusivement, 1810, 4 Bände
- Nouveau sisteme bibliographique, mis en usage pour la connaissance des enciclopédies, Paris 1821
- Nouveau sisteme de bibliographie alfabétique, Paris 1822
- Histoire générale de Portugal, depuis l’origine des Lusitaniens jusqu’à la régence de Dom Miguel, avec Jean-François Mielle, 1828–1830, 9 Bände, nimmt die Histoire générale de Portugal, 1735, von Nicolas de La Clède auf und führt sie fort.
- Essai sur l’origine de l’écriture, sur son introduction dans la Grèce et son usage jusq’au temps d’Homère, c’est-à-dire jusqu’à l’an 1000 avant notre ère, Paris, 1832
- Homère et ses éerits, Paris 1832
- Essai sur l’immortalité de l’âme et sur la résurrection, Paris 1835
- Description de la Chine et des États tributaires de l’empereur, 1839–1840, 3 Bände
- Histoire anté-diluvienne de la Chine, ou Histoire de la Chine jusqu’au déluge d’Yao, l’an 2298 avant notre ère, 1840, 2 Bände
- La Chine et l’Angleterre, ou Histoire de la déclaration de guerre faite par la reine d’Angleterre à l’empereur de la Chine, Paris 1840–42
- Abrégé chronologique de la vie de Platon, 1843.

Er publizierte Jacques de Guyses Histoire de Hainaut (in Latein und Französisch), 1826ff, 22 Bände, und ein Recueil des Itinéraires anciens, der 1845, also nach seinem Tod erschien. Darüber hinaus hatte er einen großen Anteil an der Neuausgaben der Art de vérifier les dates.